# De Kat (Uitgeest)
De oorspronkelijke windmolen De Kat/De Zien in de Nederlandse gemeente Uitgeest was in 1864 gebouwd voor bemaling van polder De Zien. In 1971 brak door een ongeluk brand uit, waarbij de molen verloren ging. De molen werd in 1973 vervangen door een in 1842 te Alblasserdam gebouwde molen, die op de scheepswerf J. Smit en Co. was gebouwd als houtzaagmolen Ons Genoegen. Deze molen was in 1952 afgebroken en geschonken aan de stad Haarlem, met het doel de in 1932 afgebrande molen De Adriaan te vervangen.
Eigenaar van De Kat is de Stichting Uitgeester & Akersloter Molens. De molen draait regelmatig en is zaterdags en op afspraak te bezichtigen.